# Finanzmedaille des Bayerischen Staatsministeriums der Finanzen
Die Finanzmedaille des Bayerischen Staatsministeriums der Finanzen ist eine Auszeichnung des Bayerischen Staatsministeriums der Finanzen, die seit 1996 an Personen oder Vereinigungen verliehen wird, die sich um das Finanzwesen verdient gemacht haben. Sie wurde durch den damaligen bayerischen Finanzminister Erwin Huber gestiftet und wird in der Regel pro Jahr höchstens 20-mal vergeben. Sie löste die Medaille für Verdienste um das bayerische Finanzwesen ab, die im Zeitraum von 1978 bis 1996 verliehen wurde.
Die Medaille hat einen Durchmesser von 40 mm und besteht aus Feinsilber. Die Vorderseite zeigt eine auf einem Streitwagen sitzende Bavaria, die von zwei Löwen gezogen wird. Außerdem sind zwei weiß-blaue Herzschilde abgebildet, die als Rautenschild Bayern als Ganzes symbolisieren. Die Umschrift lautet lateinisch FLOREAT SEMPER BAVARIAE REGIO ‚Immer blühe das Bayernland‘. Die Rückseite zeigt das große bayerische Staatswappen mit der Umschrift Bayerisches Staatsministerium der Finanzen. Die Verleihung erfolgt mit einer Urkunde und einer Anstecknadel. Die Ausführungen in Gold und Bronze werden seit 2013 nicht mehr vergeben.
Die Finanzmedaille des Bayerischen Staatsministeriums der Finanzen ist kein Orden oder Ehrenzeichen im Sinne des Art. 118 Abs. 5 der Verfassung des Freistaates Bayern und ist nicht zum Tragen in der Öffentlichkeit bestimmt.